# Charles Thomson Rees Wilson
Charles Thomson Rees Wilson (n. 14 februarie 1869 – d. 15 noiembrie 1959) a fost un fizician și meteorolog scoțian, laureat al Premiului Nobel pentru Fizică în anul 1927 pentru inventarea camerei cu ceață. Wilson a primit jumătate din premiu, cealaltă jumătate fiindu-i acordată lui Arthur Holly Compton.